# Cyrestis andamanica
Cyrestis andamanica is een vlinder uit de familie van de Nymphalidae. De wetenschappelijke naam van de soort is voor het eerst geldig gepubliceerd in 1881 door Wood-Mason & De Nicéville.